# Mesotheristus aegypticus
Mesotheristus aegypticus är en rundmaskart som först beskrevs av Gerlach 1964.  Mesotheristus aegypticus ingår i släktet Mesotheristus och familjen Monhysteridae. Inga underarter finns listade i Catalogue of Life.